# Lorena Pérez Alonso
Lorena Pérez Alonso (4 de abril de 1991, Salceda de Caselas, Pontevedra) es una jugadora de balonmano española que juega en el Sporting La Rioja.
Jugadora diestra, se destaca por su capacidad defensiva en la posición de avanzado y su efectividad en el tiro desde el extremo izquierdo.

## Trayectoria
En el Balonmano Porriño desde su etapa formativa saltó al equipo senior donde llegó a ser la capitana del equipo. Un ascenso a División de Honor en 2010, cuando Lorena contaba con 18 años y muchos partidos en la máxima división nacional entre sus logros. Jugaba en el extremo derecho, desde donde se convirtió en una regular goleadora. 
En 2017 Lorena decidió dar un paso atrás y jugar en la División de Honor Plata, por aquel entonces la segunda división nacional. Con 115 goles en 25 partidos se colocó en la posición número 22 de la competición nacional. Solo estuvo un año ya que el Guardés decidió integrarla en el equipo para la División de Honor de nuevo, donde estuvo 4 años. Allí jugó competiciones internacionales (participó en la EHF European Cup y en la EHF European League) Y, a pesar de solo estar 4 años en el conjunto guardés, se convirtió en la capitana del equipo. En el verano del 2022, con los equipos de División de Honor ya formados, no fue renovada con el club del Baixo Miño. El equipo apostó por las jóvenes Ángela Nieto y Elena Amores, procedente del Elda Prestigio tras una temporada muy dura por sus lesiones.
Tras la baja federativa con el equipo gallego, que no sentó muy bien a la jugadora, jugó en el recién ascendido Sporting La Rioja la temporada del regreso del equipo riojano a División de Honor. El club descendió pero ella continuó una temporada más en el conjunto riojano.El Sporting acabó volviendo a División de Honor al año siguiente.
Nombrada por el ayuntamiento de Salceda de Caselas como Deportista Absoluto de la localidad en la primera gala del deporte celebrada en 2018.

## Carrera
- 2010–17: Balonmano Porriño
- 2017–18: SAR Rodavigo
- 2018–22: Atlético Guardés
- 2022 – : Sporting La Rioja

### Datos(a fecha de Septiembre de 2022):[13]
| Liga     | Liga  | Copa     | Copa  | EHF      | EHF   |
| Partidos | Goles | Partidos | Goles | Partidos | Goles |
| -------- | ----- | -------- | ----- | -------- | ----- |
| 202      | 430   | 19       | 36    | 20       | 46    |